# Citadelle de Montréal
La Citadelle de Montréal était une petite redoute construite en 1658 pour défendre la ville. Elle était située sur une élévation de terrain qui n'existe plus aujourd'hui, ayant été rasée en 1821 pour permettre l'extension de la rue Notre-Dame vers l'est.
|  |

## Histoire
La citadelle de Montréal était la deuxième redoute construite. La première était à Pointe-à-Callière. Dans le récit suivant de M. Faillon, le coteau St-Louis correspond au Vieux-Montréal qui était bordé au nord par un vallon. 

« La plus grande partie des terres qu'on défrichait alors était située au coteau St-Louis, et comme les travailleurs pouvaient y être attaqués à l'improviste par les Iroquois, M. de Maisonneuve avait eu la précaution de faire construire au-dessous du coteau, une redoute qui leur servit de retraite et de lieu de défense. Elle avait vingt pieds en carré dans l'œuvre, seize pieds de hauteur, et était accompagnée d'une cheminée que le froid excessif du pays rendait nécessaire. Mais dès le mois de février 1654, les défrichements s'étendant plus loin de ce côté, il fit construire une seconde redoute au-dessus du coteau St-Louis semblable à la première. »

— E.-M. Faillon, Histoire de la Colonie française en Canada (3 vol., Ville-Marie, 1865-1866), 2:192, 385
En 1723, une batterie de canons est installée sur le coteau.
Les occupants britanniques, arrivés à Montréal en 1760, utilisent également le site à cette fin. La citadelle, reconstruite en bois, mesure 25 x 90 pieds. « Sur le coteau, se trouvaient alors, la poudrière, les casernes d'artilleurs, l'office de l'Ordonnance, les quartiers des ingénieurs, un entrepôt, un hangar-étable, le puits et le réservoir d'eau. »
La citadelle est démantelée en 1819.

Pour le 350e anniversaire de Montréal, en 1992, François Rémillard a écrit un circuit de visite du Vieux-Montréal. À propos de la citadelle, il dit : 

« Jusqu'en 1821, la rue Notre-Dame terminait sa course à l'angle de la rue Bonsecours devant la citadelle, colline abrupte de 15 mètres de hauteur, fortifiée en 1690 et dotée d'une batterie de canons en 1723. Elle fut rasée afin de prolonger l'artère en direction du faubourg Québec à l'est, et de créer le square Dalhousie aujourd'hui disparu. »

— François Rémillard, Le Vieux-Montréal, circuit de visite, Ministère des Affaires culturelles, Québec, 1992, p. 6.
Pour défendre la ville, le fort de l'île Sainte-Hélène, construit de 1820 à 1824, a pris le relais de la Citadelle.

## Images

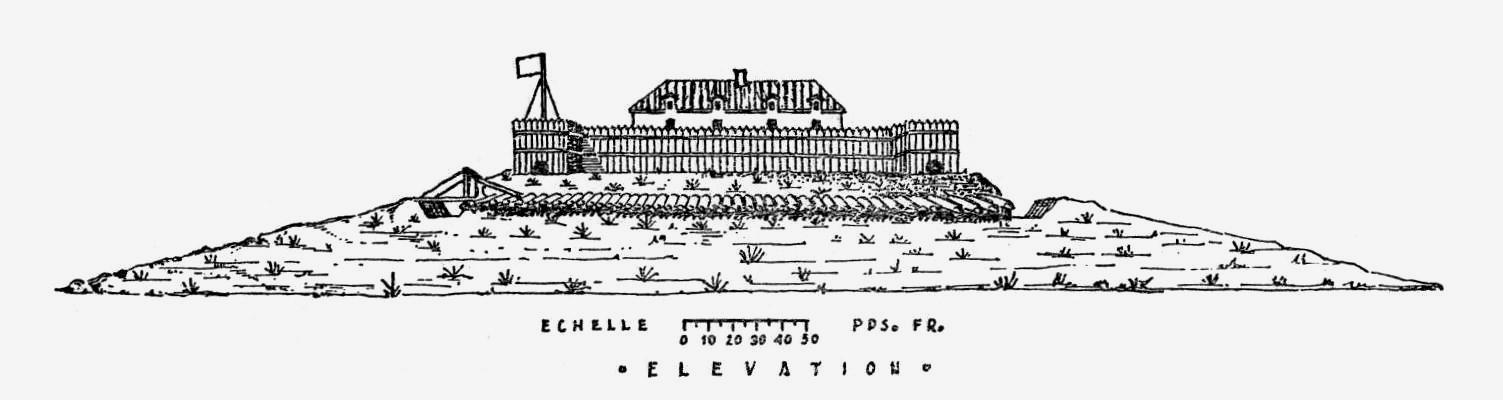
Dessin de Aristide Beaugrand-Champagne, d'après James Duncan
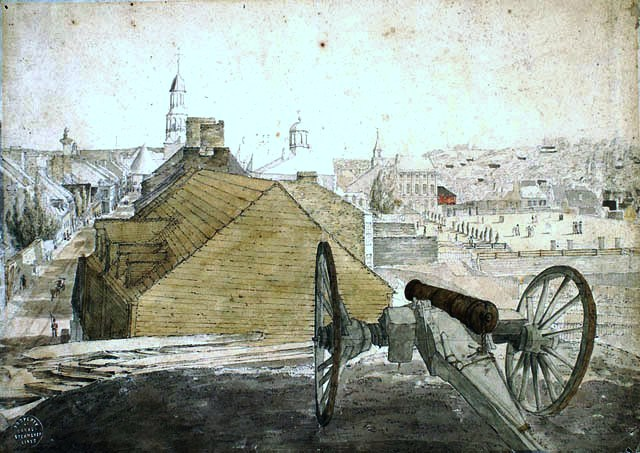
Vue de la citadelle
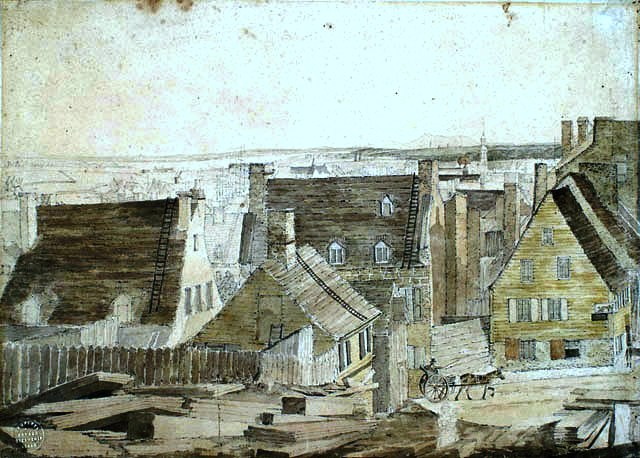
en regardant vers le sud-ouest